# 梅赫蘭
梅赫蘭是伊朗的城市，位於該國西部札格羅斯山脈山腳，由伊拉姆省負責管轄，距離首府伊拉姆市60公里，毗鄰與伊拉克接壤的邊境，海拔高度136米，2006年人口13,118。

## 外部連結
- Iran–Iraq War （页面存档备份，存于）
- People's militia （页面存档备份，存于）
- News site （页面存档备份，存于）
- Investigations about population movements
- News about immigration （页面存档备份，存于）
- News site